# Pedro Sánchez
Pedro Sánchez Pérez-Castejón (n. 29 februarie 1972, Madrid, Noua Castilie⁠(d), Spania) este un politician spaniol care ocupă funcția de prim-ministru al Spaniei din 2 iunie 2018. Sánchez este și actualul secretar general al Partidului Socialist Muncitoresc Spaniol (PSOE). A devenit membru al PSOE încă din 1993, fiind și membru al Parlamentului între anii 2009–2011. Pedro Sánchez a fost ales lider al PSOE în 2014, însă a renunțat la conducerea partidului și la mandatul său de parlamentar în 2016, după ce a refuzat să voteze în favoarea învestirii lui Rajoy, în condițiile în care partidul său decisese contrariul. Totuși, Sánchez a revenit la conducerea PSOE un an mai târziu, după ce a câștigat alegerile interne din partid.
În mai 2018, după pronunțarea verdictelor în procesul rețelei de corupție „Gürtel”, PSOE a depus o moțiune de cenzură împotriva lui Mariano Rajoy. Moțiunea a trecut pe 1 iunie, cu 180 de voturi „pentru”, 169 „împotrivă” și o abținere. Potrivit Constituției spaniole, liderul partidului care depune moțiunea de cenzură devine automat premier, dacă șeful Guvernului în funcție la momentul respectiv este demis. Astfel, Pedro Sánchez este primul om din istoria Spaniei care a devenit premier după ce fostul șef al Guvernului a fost demis în urma unei moțiuni de cenzură.